# Fußball-Bundesliga 2009-2010 (Austria)
La stagione 2009-2010 del campionato di calcio della Fußball-Bundesliga austriaca è iniziata il 17 luglio 2009. La squadra campione in carica è il Red Bull Salisburgo mentre la squadra neo promossa è il Wiener Neustadt.
Vince per la sesta volta il Salisburgo.

## Formula
Ogni squadra incontra tutte le altre 4 volte, 2 in casa e 2 in trasferta.
La prima classificata accede al 1º turno di qualificazione della UEFA Champions League 2010-2011, la seconda e la terza classificata vanno al 2º turno di qualificazione della UEFA Europa League 2010-2011, l'ultima classificata retrocede in Erste Liga.

## Squadre partecipanti
- Austria Kärnten
- Austria Vienna
- Kapfenberger
- LASK
- Mattersburg
- Rapid Vienna
- Ried
- Salisburgo Campione in carica
- Sturm Graz
- Wiener Neustadt Neopromossa

## Classifica Finale
|                    |     | Classifica 2009-2010 | Pti | G  | V  | N  | P  | GF | GS | DR  |
| ------------------ | --- | -------------------- | --- | -- | -- | -- | -- | -- | -- | --- |
| Austria (bandiera) | 1.  | Salisburgo           | 76  | 36 | 22 | 10 | 4  | 68 | 27 | +41 |
|                    | 2.  | Austria Vienna       | 75  | 36 | 23 | 6  | 7  | 60 | 34 | +26 |
|                    | 3.  | Rapid Vienna         | 73  | 36 | 21 | 10 | 5  | 80 | 38 | +42 |
|                    | 4.  | Sturm Graz           | 58  | 36 | 16 | 10 | 10 | 50 | 36 | +14 |
|                    | 5.  | Wiener Neustadt      | 47  | 36 | 13 | 8  | 15 | 54 | 58 | -4  |
|                    | 6.  | Mattersburg          | 41  | 36 | 12 | 5  | 19 | 45 | 71 | -26 |
|                    | 7.  | LASK                 | 40  | 36 | 9  | 13 | 14 | 59 | 70 | -11 |
|                    | 8.  | Ried                 | 38  | 36 | 10 | 8  | 18 | 39 | 47 | -8  |
|                    | 9.  | Kapfenberger         | 33  | 36 | 8  | 9  | 19 | 44 | 67 | -23 |
|                    | 10. | Austria Kärnten      | 15  | 36 | 2  | 9  | 25 | 29 | 80 | -51 |

### Capoliste Solitarie
- 2ª giornata:  Ried
- 5ª giornata:  Austria Vienna
- Dalla 7ª alla 10ª giornata:  Salisburgo
- 12ª giornata:  Austria Vienna
- Dalla 13ª alla 14ª giornata:  Rapid Vienna
- Dalla 18ª alla 19ª giornata:  Rapid Vienna
- Dalla 20ª alla 36ª giornata:  Salisburgo

### Classifica Marcatori
| Calciatore        | Gol | Squadra                     |
| ----------------- | --- | --------------------------- |
| Steffen Hofmann   | 21  | Rapid Vienna                |
| Roman Wallner     | 19  | (14) LASK- (5) Salisburgo   |
| Marc Janko        | 18  | Salisburgo                  |
| Nikica Jelavić    | 17  | Rapid Vienna                |
| Hamdi Salihi      | 17  | (2) Ried- (15) Rapid Vienna |
| Róbert Waltner    | 14  | Mattersburg                 |
| Daniel Beichler   | 11  | Sturm Graz                  |
| Christian Mayrleb | 11  | LASK                        |

## Verdetti
- Salisburgo vincitore della Bundesliga 2009-10.
- Salisburgo ammessa al 2º turno della UEFA Champions League 2010-11 .
- Austria Vienna,  Rapid Vienna e  Sturm Graz ammesse al turno preliminare della UEFA Europa League 2010-11.
- Austria Kärnten retrocessa in Erste Liga.